# Lou Landré
 (octobre 2018).
Si vous disposez d'ouvrages ou d'articles de référence ou si vous connaissez des sites web de qualité traitant du thème abordé ici, merci de compléter l'article en donnant les références utiles à sa vérifiabilité et en les liant à la section « Notes et références ».
Pour les articles homonymes, voir Landré.
Lou Landré, né Guillaume Louis Frédéric Landré le 20 novembre 1939 à Eindhoven, est un acteur et doubleur néerlandais.

## Carrière
Il est le fils du producteur Joop Landré.

## Filmographie
- 1973 : Recht in eigen hand : Peter Chase
- 1973 : De Antikrist
- 1979 : Uit elkaar : Olaf
- 1981 : The Girl with the Red Hair de Ben Verbong : Otto Schaaf[3]
- 1982 : Plus Echo
- 1983 : De Anna de Erik van Zuylen : Kilman[4]
- 1983 : De vogelmens
- 1986 : Les Gravos de Dick Maas : Maastchappelijk Werker[5]
- 1986 : Gina : Lou
- 1987 : Donna Donna de Hans van Beek et Luc van Beek[6]
- 1988 : Amsterdamned de Dick Maas : Chef[7]
- 1988 : Leven in de Gouden Eeuw
- 1991 : Laat maar Zitten : Sjors Vinkenoog
- 1992 : Flodder in Amerika! : acques 'Sjakie' van Kooten
- 1994 : Madelief: Met de poppen gooien : Droevige man
- 1994 : Semmelweis : Geneesheer-Directeur
- 1997 : Karakter de Mike van Diem : Rentenstein[8]
- 1997 : De angst van zorg : Boshart
- 1999 : Toy Story 2 : Stinky Pete de Goudzoeke
- 2000 : Leak de Jean Van de Velde : Politiechef Berg[9]
- 2002 : Tom & Thomas :  Bewaker jurkenwinkel
- 2003 : Brush with Fate :  Winkelier Groningen
- 2006 : Le Champion du siècle (Sportman van de Eeuw) de Mischa Alexander : Sake Wiarda[10]
- 2007 : De avondboot :  Edu
- 2007 : Moordwijven :  Archivist
- 2008 : De Brief voor de Koning : Burgemeester

### Séries télévisées
- 1976-1977 : Dat ik dit nog mag meemaken
- 1979 : Erik of het klein insectenboek: Verteller
- 1980 : De zesde klas : Rechercheur
- 1984 : Willem van Oranje  : Requesens
- 1986 : Het wassende water : Nol de Marskramer
- 1992 : Hoe voelen wij ons vandaag : Directeur geneesheer
- 1992 : Suite 215 :  Mr. Visser
- 1993-1998 : Flodder  : Jacques 'Sjakie' van Kooten
- 2009 : Juliana :  Beel